# Depsypeptydy

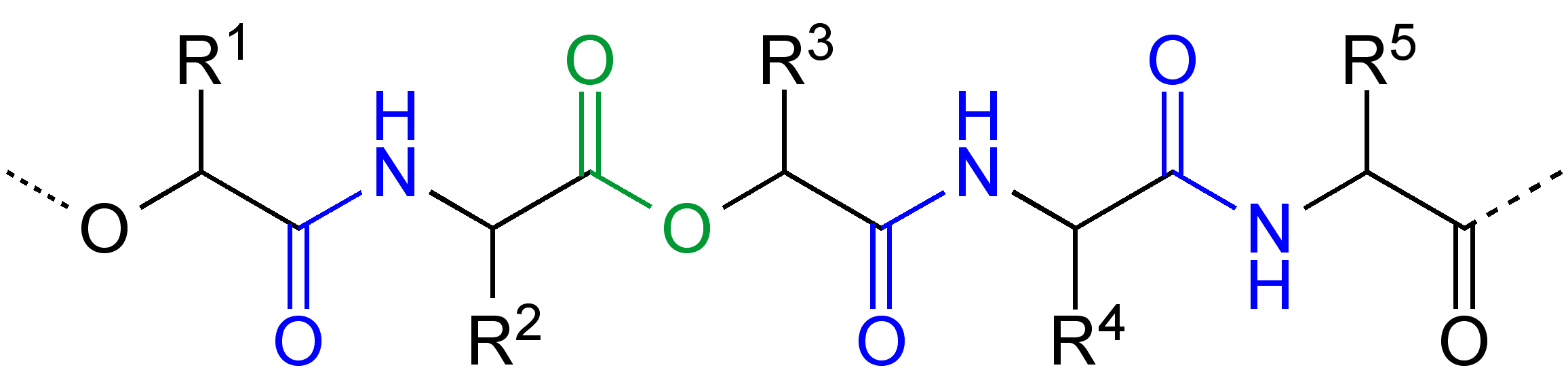
Przykładowy wzór ogólny depsypeptydu z jednym wiązaniem estrowym zaznaczonym na zielono. Wiązania peptydowe zaznaczone są kolorem niebieskim.

Przykładowy cyklodepsypeptyd: enniatyna A, zawierająca ułożone naprzemiennie 3 wiązania estrowe i 3 peptydowe.

Depsypeptydy – peptydy zawierające co najmniej jedno wiązanie estrowe zamiast peptydowego. W związkach tych przynajmniej jedna reszta aminokwasowa zastąpiona jest przez resztę hydroksykwasu. Depsypeptydy o strukturze makrocyklicznej noszą nazwę cyklodepsypeptydów. Depsypeptydy występują naturalnie, np. fusafungina wytwarzana przez grzyb Fusarium lateritium. Niektóre depsypeptydy są antybiotykami, np. enniatyny.